# قطنية متفرعة الأزهار
القطنية متفرعة الأزهار (باللاتينية: Cotoneaster racemiflorus) نوع نباتي يتبع جنس القطنية من الفصيلة الوردية.

## الموئل والانتشار
موطنها المغرب العربي والقوقاز.

## مرادفات للاسم العلمي
- (باللاتينية: Mespilus racemiflora Desf.)
- (باللاتينية: Cotoneaster fontanesii Spach, nom. illeg.)
- (باللاتينية:                             							 								                             	Cotoneaster nummularius var. racemiflorus (Desf.) Wenzig)
- (باللاتينية: Cotoneaster nummularius subvar. fontanesii Maire)